# Krymky (obwód doniecki)
Krymky (ukr. Кримки) – wieś na Ukrainie, w obwodzie donieckim, w rejonie kramatorskim. W 2001 liczyła 130 mieszkańców.